# Josep Domènech Ponsatí
Josep Domènech Ponsatí   (Sant Feliu de Guíxols, 1966) és un escriptor i traductor català, que publica en llengua catalana i portuguesa.

## Carrera professional
És llicenciat en filologia hispànica. La seva producció com a autor contempla poemaris, pels que ha recollit diversos premis literaris. Com a traductor, Josep Domènech s'ha dedicat preferentment a portar al català multitud d'escriptors brasilers, tant clàssics com contemporanis: Clarice Lispector, Hilda Hilst, Lima Barreto, Armando Freitas Filho, João Cabral de Melo Neto, Graciliano Ramos o Ivana Arruda Leite. També ha traduït José Saramago al català i ha passat al portuguès obres d'autors catalans, com Narcís Comadira. També ha exercit com a llibreter i mestre.

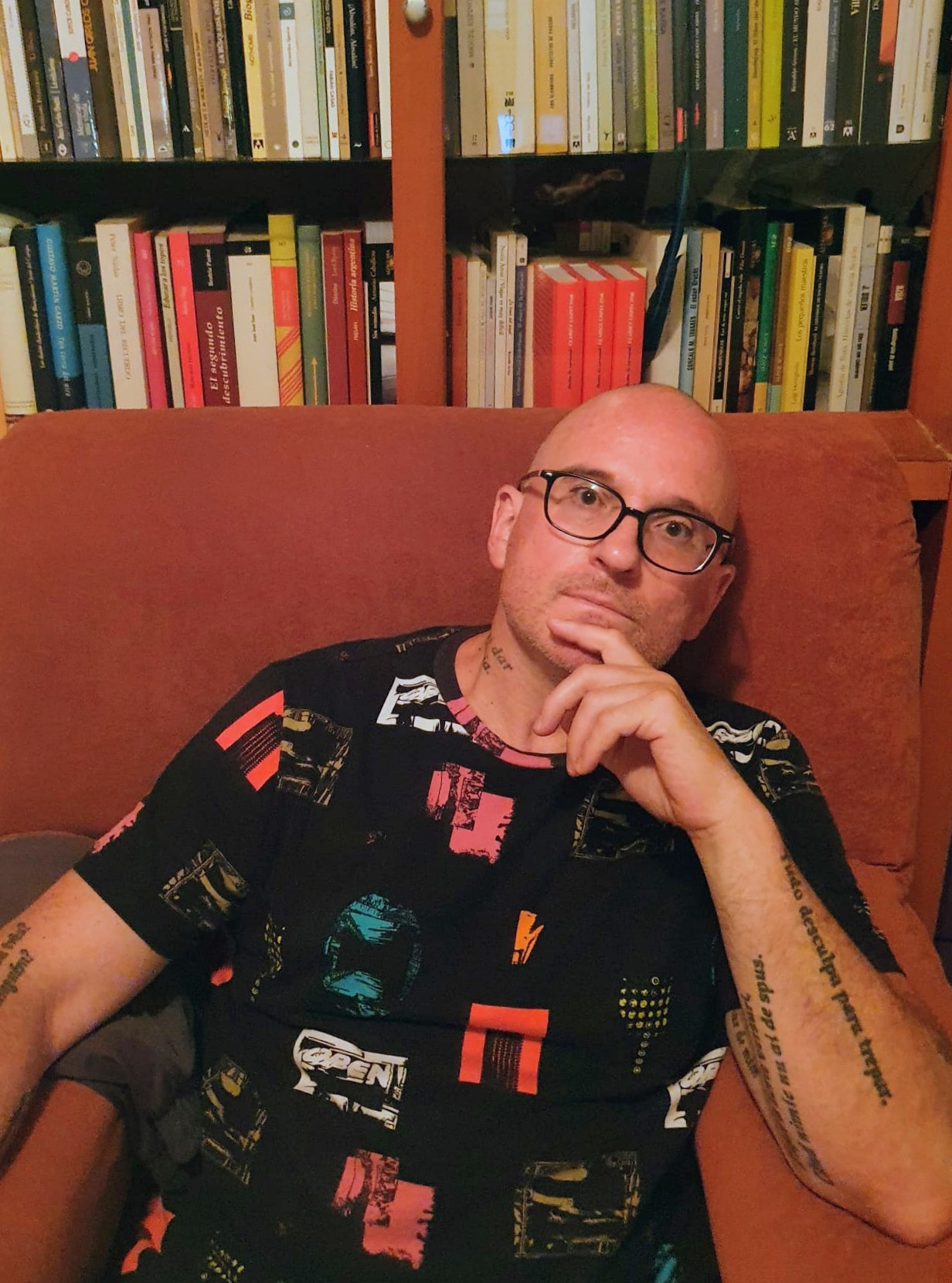
Josep Domènech al seu domicili.

La crítica literària ha destacat de Domènech Ponsatí l'«ús de l'associació fonètica» i d'una «retòrica lleugerament barroca», així com un estil narratiu cru i contundent.

## Obra seleccionada

### Autoria pròpia

##### En català
- Desdiments.  Lleida: Pagès Editors, 2006. ISBN 978-84-9779-363-6.
- Apropiacions degudes & CIA.  Barcelona: Edicions 62, 2007. ISBN 978-84-297-6053-8.
- El Càcol.  Barcelona: Edicions 62, 2015. ISBN 978-84-297-7432-0.
- Preqüela.  Girona: El Llop Ferotge, 2017. ISBN 978-84-697-5723-9.
- El coeficient de flotabilitat.  Llibres del Segle, 2023. ISBN 9788481280395.

##### En portuguès
- Gambiarras (en portuguès).  Kotter, 2020. ISBN 97865865265301. Arxivat 2024-02-19 a Wayback Machine.
- Declaração de tensões (en portuguès).  Lumme, 2022. ISBN 978-65-89846-24-6.

### Traduccions
- Freitas Filho, Armando. Doble cec.  Gaüses: Llibres del Segle, 2002. ISBN 978-84-89885-39-4.
- Saramago, José. Els poemes possibles.  Barcelona: Edicions 62, 2005. ISBN 978-84-297-5533-6.
- Antologia de poesia brasilera contemporània. Traducció: Polito, Ronald (cotrad.).  Barcelona: Edicions de 1984, 2006. ISBN 978-84-96061-62-0.
- Lispector, Clarice. Aigua viva / L'hora de l'estrella.  Lleida: Pagès Editors, 2006. ISBN 978-84-9779-371-1.
- Freitas Filho, Armando. Rara mar: (2002-2006).  Vic: Cafè Central, 2007. ISBN 978-84-9766-221-5.
- Hatoum, Milton. Orfes d'Eldorado.  Barcelona: Edicions de 1984, 2010. ISBN 978-84-937334-8-3.
- Fonseca, Rubem. El Cobrador.  Barcelona: Labreu, 2010. ISBN 978-84-937152-6-7.
- Ramos, Graciliano. Vides Seques.  Martorell: Adesiara, 2010. ISBN 978-84-92405-31-2.
- Lima Barreto, A.H.. El Trist final d'en Policarpo Quaresma.  Martorell: Adesiara, 2017. ISBN 978-84-16948-06-2.
- Hilst, Hilda. Narrativa obscena.  Vilanova i la Geltrú: Prometeu, 2018. ISBN 978-84-17756-12-3.
- Lispector, Clarice. Un alè de vida.  Barcelona: Club Editor, 2021. ISBN 9788473293044.
- Col·lecció de plaquettes "Petits Furts", 2022.[3]
- Andriola, Giordano. La silenciosa tragèdia d'un calent mental qualsevol. Llagostera, Girona: Cap de brot edicions, 2025.[6]

## Premis
- 2007: Premi Jordi Domènech de Traducció de Poesia, per Rara mar: (2002-2006).[7]
- 2013: Premi Giovanni Pontiero de traducció, per Vides Seques.[8]
- 2014: Premi de poesia Sant Cugat a la memòria de Gabriel Ferrater, per El Càcol.[9]
- 2022: Premi de poesia Cadaqués a Rosa Leveroni, per El coeficient de flotabilitat.[10]
- 2023: Premi de Poesia Josep Maria López Picó, per Rotija.[11]
- 2023: Premis de Sant Narcís (categoria Narrativa), per Manlleus per a una autobiografia.[12]
- 2025: Premi Benet Ribes de Poesia (Premis Recvll de Blanes), per I així successivament.[13]